# Gülcan Tunççekiç
Gülcan Tunççekiç (Kırıkkale, 8 de gener de 1942 - Marmaris, Muğla, 19 de juliol de 1992) fou una ballarina turca. Es va graduar al Conservatori d'Ankara el 1961 i va iniciar la seva carrera el mateix any com a ballarina a l'Òpera i Ballet Estatal (Devlet Opera ve Balesi en turc). Va ballar un dels rols principals, Odile, alternant amb la ballarina Meriç Sümen, en la primera presentació d'El llac dels cignes a Turquia el 29 d'octubre (Diada de la República Turca) de 1965. L'escriptor Jak Deleon l'anomenà «un dels artistes turcs que han posat els fonaments del ballet a Turquia».
Va estar casada amb Coşkun Kıraner, amb qui tingueren un fill, Pamir Kıraner.